# Kärväsvaara
Kärväsvaara är en kulle i Finland.   Den ligger i den ekonomiska regionen  Östra Lapplands ekonomiska region  och landskapet Lappland, i den norra delen av landet, 700 km norr om huvudstaden Helsingfors. Toppen på Kärväsvaara är 200 meter över havet.
Terrängen runt Kärväsvaara är platt. Runt Kärväsvaara är det mycket glesbefolkat, med 2 invånare per kvadratkilometer.